# Kolumbijsko-peruanska granica
Kolumbijsko-peruanska granica je 1,626 km duga neprekinuta međunarodna granica koja razdvaja teritorije dviju južnoameričkih država. Izvorno je uspostavljena Sporazumom Salomón-Lozano od 24. ožujka 1922., a zatim Protokolom iz Río de Janeira od 24. svibnja 1934., kojim je okončan rat Kolumbije i Perua. Oba sporazuma utvrđuju granicu na rijeci Putumayo, s izuzetkom Amazonskog trapeza, koji se nalazi između rijeka Putumayo i Amazona, a koji je pod suverenitetom Kolumbije.

## Granica
Prema tim ugovorima, granice između Kolumbije i Perua su sljedeće:

## Pogranični gradovi
- Kolumbija
  - Puerto Leguízamo
  - Puerto Colombia
  - El Encanto
  - La Chorrera
  - Puerto Arica
  - Puerto Nariño
  - Tarapacá
  - Leticia
- Peru
  - Vojna baza Güepí
  - Soplín Vargas
  - Angusilla
  - Flor de Agosto
  - Florida
  - Santa Mercedes
  - Puerto Limón
  - Santa Clotilde
  - San Antonio del Estrecho
  - Teniente Berggerie
  - Remanso
  - Yaguas
  - Caballococha
  - Francisco de Orellana
  - Santa Rosa de Yavarí
  - Iquitos

 
Glavne rijeke koje sijeku ili čine dio granice su:
- Güeppí
- Putumayo
- Yaguas
- Atacuari
- Amazona
- Loreto Yacú

## Vanjske poveznice
|  | Zajednički poslužitelj ima još gradiva o temi Kolumbijsko-peruanska granica |